# 寂しい日々
『寂しい日々』（さびしいひび）は、1978年12月1日に発表された浅川マキの6枚目（通算10枚目）のオリジナルアルバムである。
2011年1月19日、紙ジャケット仕様でリ・マスタリングの上、再発（規格品番：TOCT-27050）。
本作の一部音源は他にDARKNESS IV （2007年）、Long Good-bye（2010年）でも聴くことができる。

## 解説
「新たなチャレンジや本来のダークネスが渾然一体となり独特のムードを醸成している」
A面（TRACK 1〜5）が全体的に明るくポップな作品であるのに対し、B面（TRACK 6〜9）はそれ迄の作品創りに近い姿勢を取っている。
ライトなA面とダークでアンニュイなB面と片面毎にコンセプトを変えた実験作。
紙ジャケット盤での再発CDに納められた歌詩カードは、オリジナルレコード（LP盤）の歌詩カードを復刻したもの。

## 収録曲

### Side A
1. TOO MUCH MYSTERY
  - 作詩[2]・作曲：HOMER BANKS - BETTYE JEAN CRUTCHER - RAYMOND EARL JACKSON／日本語詩：浅川マキ

  - JASRACデータベース上に於いては外国作品／出典：PJ (サブ出版者作品届)、作品コード：0T1-6293-1 TOO MUCH MYSTERY[3]。
  - 2017年時点での出版者はEAST MEMPHIS MUSIC 301 / 377。
日本でのサブ出版[4]はユニバーサル・ミュージック・パブリッシング Synch事業部とヤマハミュージックEHである[3]。
2. どうしたのさ
  - 作詩・作曲：C.WOMACK - M.WOMACK／日本語詩：浅川マキ

  - JASRACデータベース上に於いては外国作品／出典：SW (旧申請書(出版者無)) 、作品コード：0W1-2887-4[5][注 1]。
  - 権利者として CECIL WOMACK と MARY WOMACK が登録。作詞作曲の個別表記は無く “識別不明” とされている[注 1]。
  - 原題は WHAT IS THE MATTER WITH YOU である模様[注 1]。
3. コーヒーひとつ
  - 作詩・作曲：浅川マキ
4. MR. マジックマン　MR MAGIC MAN
  - 作詩・作曲：ELI FISHER／日本語詩：浅川マキ

  - JASRACデータベース上では、作詞・作曲：BOBBY ELI & CARL FISHER と登録[3]。
  - 外国作品／出典：PJ (サブ出版者作品届)、作品コード：0M0-9490-5 MR MAGIC MAN[3]。
  - 2018年時点での出版者はFRIDAY S CHILD MUSIC、日本でのサブ出版はフジパシフィックミュージックである[3]。
5. 面影
  - 作詩・作曲：浅川マキ

### Side B
1. ナイロン・カバーリング　NYLON COVERIN BODY SMOTHERIN
  - 作詩・作曲：MARC LEVIN／翻訳：山本安見／日本語詩：浅川マキ

  - ナイロン・カバーリングとは、コンドームのことを指す。
  - 歌にするには音楽的なニュアンスも必要であるため、南正人にも意味を感じ取ってもらったと云う。この結果、山本安見と南正人、二人の解釈を参考にして歌詩を拵えた。故にクレジットは『日本語詩：浅川マキ』となっている[7]。
  - JASRACデータベース上に於いては外国作品／出典：PJ (サブ出版者作品届)、
作品コード：0N0-8169-6 NYLON COVERIN BODY SMOTHERIN[3]。
作曲：MARC LEVINとのみ登録（作詩のクレジット記載無し）[3]。
  - 2017年時点での出版者はENJA EUROPEAN NEW JAZZ MUSIK GMBH。日本でのサブ出版はビクターミュージックアーツである[3]。
2. 女が笑う
  - 作詩・作曲：浅川マキ
3. 寂しい日々
  - 作詩・作曲：浅川マキ
4. 暗い日曜日　SOMBLE DIMANCHE（フランス語） SZOMORÚ VASÁRNAP（ハンガリー語）, GLOOMY SUNDAY（英語）
  - 作詩・作曲：J.Mareze - F.Eugehe - Gonda - Rezső Seress[注 2]／翻訳：橋本千恵子／日本語詩：浅川マキ[注 3]
JASRACデータベース上に於いては外国作品／出典：PJ (サブ出版者作品届)、作品コード：0S0-6030-2 SOMBRE DIMANCHE[3]。

  - 2017年時点での出版者はUNIVERSAL MUSIC PUBLISHING EMBZ KFT。
日本でのサブ出版はイーエムアイ音楽出版 株式会社 ソニー事業部である[3]。

## 演奏者
- 浅川マキ - Vocals

　（Side A）
- 萩原信義 - E.Guitar A-1,2(Lead) A-3,4(Rhythm)
- 大出元信 - E.Guitar A-3(Lead & Rhythm) A-1,2,4(Rhythm)
- 杉本喜代志 - A.Guitar(A-5)
- 白井幹夫 - Keyboard
- 粉川忠範 - Trombone
- 川端民生 - E.Bass
- つのだひろ - Drums

　（Side B）
- 山下洋輔 - Piano
- 川端民生 - Bass
- つのだひろ - Drums
- 杉本喜代志 - Guitar
- 向井滋春 - Trombone

## Recording Staff
- 柴田徹 - Producer
- 谷古宇広光 - Producer
- 関根由紀子 - Producer
- 永野久 - Director
- 吉野金次 - Mixer
- 田村仁 - Photography
- 周東圀夫 - Design
- TAKE ONE STUDIO - Recording at
- ジャム ライス - Special Thanks

- せなまる - Produce